# Municipio de Eagle (condado de Meade)
El municipio de Eagle (en inglés, Eagle Township) es un municipio del condado de Meade, Dakota del Sur, Estados Unidos. Tiene una población estimada, a mediados de 2023, de 10 habitantes.
Abarca una zona exclusivamente rural.

## Geografía
Está ubicado en las coordenadas 44°59′53″N 102°46′10″O / 44.99806, -102.76944 (44.997974, -102.769455). Según la Oficina del Censo, tiene una superficie total de 94.34 km², de los cuales 93.95 km² corresponden a tierra firme y 0.39 km² están cubiertos de agua.

## Demografía
Según el censo de 2010, en ese momento había 17 personas residiendo en la zona. La densidad de población era de 0.18 hab./km². La totalidad de los habitantes eran blancos. No había hispanos o latinos residiendo en la región.